# 구리 암모늄 레이온

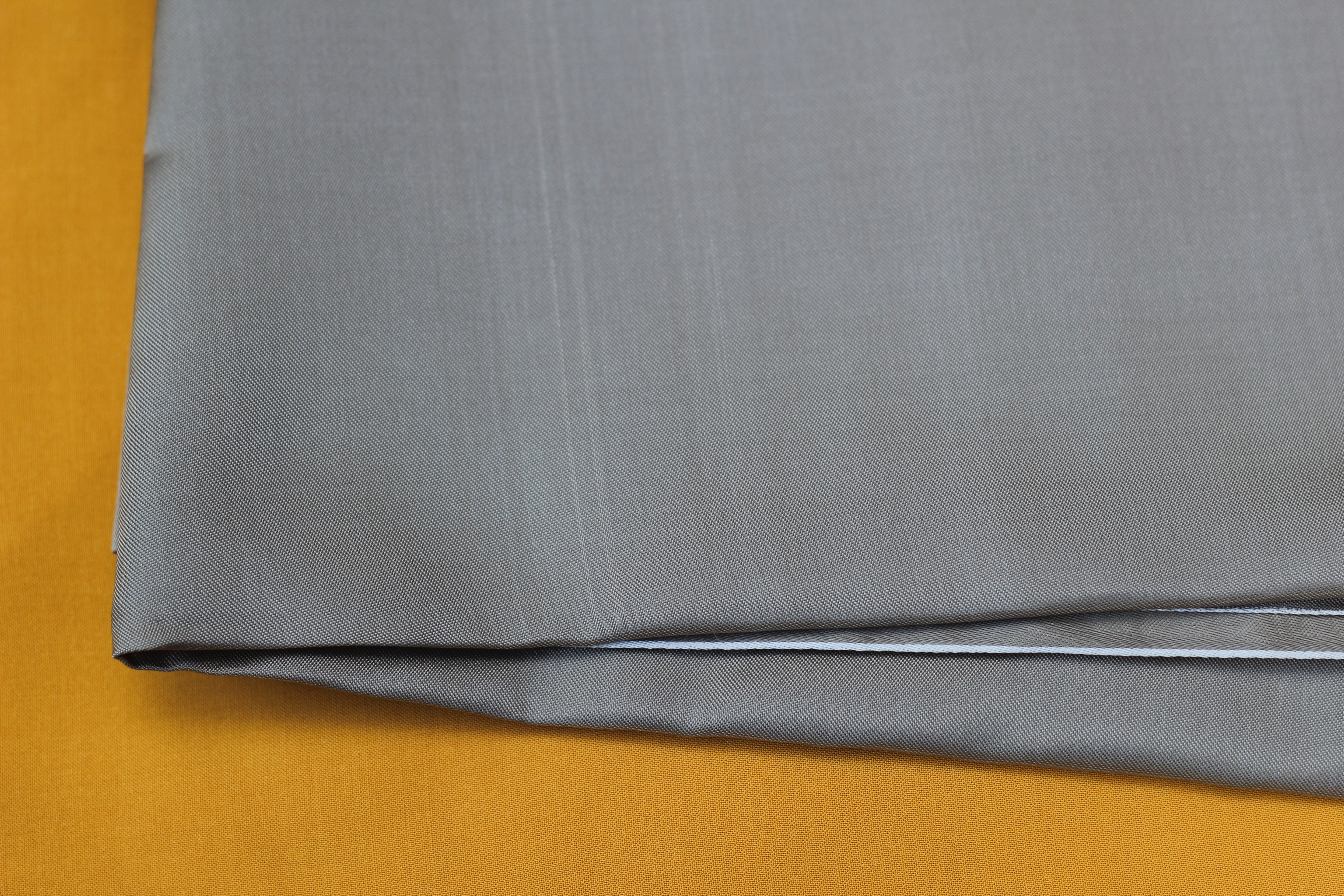
레이온으로 만든 갈색 큐프라(구프로 또는 벰베르크라고도 함) 직물

구리 암모늄 레이온(Cuprammonium rayon)은 구리 암모늄 용액인 슈바이처 시약에 용해된 셀룰로스로 만든 레이온 섬유이다.
이것은 구리와 암모니아를 가성소다와 결합시켜 셀룰로스를 가용성 화합물로 만들어 생산된다. 이 용액은 방사구를 통과하며, 구리와 암모니아를 제거하고 가성소다를 중화하는 경화조에서 셀룰로스가 재생된다. 구리 암모늄 레이온은 일반적으로 미세 필라멘트로 만들어지며, 슈트 재킷 안감뿐만 아니라 가벼운 여름 드레스와 블라우스에도 사용되며, 때로는 면섬유와 결합하여 슬러브 처리된 고르지 않은 표면을 가진 질감 있는 직물을 만든다.
이 직물은 J.P. 벰베르크 회사가 소유한 "벰베르크(Bemberg)"라는 상표명으로 일반적으로 알려져 있다. 이 직물은 "구프로(cupro)" 또는 "큐프라(cupra)"로도 알려져 있다. 또한 중국 패션 소매 웹사이트에서는 "암모니아 실크"로도 알려져 있다.

## 역사
구리 암모늄 레이온은 1890년에 발명되었다.
스위스의 화학자 마티아스 에두아르트 슈바이처 (1818–1860)는 셀룰로스가 테트라아민구리 디하이드록사이드에 용해된다는 것을 발견했다. 막스 프레메리와 요한 우르반은 1897년 전구에 사용하기 위한 탄소 섬유를 생산하는 방법을 개발했다(공장은 1902년에 폐쇄됨). 직물용 구리 암모늄 레이온 생산은 1899년 아헨 근처 오버브루흐의 페어이니히테 글란츠스토프 파브리켄 AG에서 시작되었다. 1904년 J. P. 벰베르크 AG의 개선으로 인조견이 실크와 비슷한 제품이 되었다.

## 특성
- 섬유가 매우 가늘다[9]
- 부드러운 견섬유 같은 촉감(즉, 촉각)을 가지고 있다[9]
- 면섬유와 비슷한 특성을 가지고 있다. 평균 중합도가 더 낮고 이 섬유의 더 큰 부분이 비정질 영역으로 구성되어 구리 암모늄 레이온이 팽창한다는 점에서 다르다[9]
- 빠르게 타고 180°C에서 탄화된다[9]
- 발화 시 구리가 함유된 재를 남긴다[9]
- 얇고 가벼우며 바람직한 드레이핑 특성을 가진 직물을 만드는 데 사용할 수 있다[4]

## 생산
셀룰로스는 [Cu(NH3)4](OH)2 용액에 용해된 후, 황산으로 압출될 때 레이온으로 재생된다.